# 麥克默多冰架
78°0′S 166°30′E / 78.000°S 166.500°E
麥克默多冰架是南極洲的冰架，屬於羅斯冰架的一部分，北面是麥克默多灣和羅斯島，被布朗半島、布萊克島和懷特島包圍。